# José Juan Figueras
José Juan Figueiras García (Vigo, 31 dicembre 1979) è un ex calciatore spagnolo, di ruolo portiere.